# Isolde Riehl
Isolde Irene Riehl (* 24. April 1901 in Wiener Neustadt; † 30. September 1992 in Katzelsdorf) war eine österreichische Sängerin (Alt).

## Leben und Wirken
Isolde Riehl wurde am 24. April 1901 als Tochter des Juristen und Schriftstellers Anton Vinzenz Riehl (1852–1923) und der Arzttochter Johanna Dorothea Herwisch (1846–1943) in Wiener Neustadt geboren. Ihre Geschwister waren Hans (1891–1965), Brunhilde (1893–1896) und Friedrich (1896–1968). Aus der ersten Ehe ihres Vaters mit Hermine Mayr (1858–1888) stammen der Halbbruder Anton Siegfried Riehl (1879–1970), ein späterer Jurist und Ministerialbeamter, der Halbbruder Walter Riehl (1881–1955), ein späterer Rechtsanwalt und Politiker, die Halbschwester Senta Riehl (1886–1970; verheiratete Platzer) und die Halbschwester Elisabeth Riehl (1888–1964; verheiratete Hartmann, verheiratete Rothermann). Riehl machte ihre Ausbildung als Sängerin unter anderem bei der Wiener Sängerin, Gesangspädagogin und Komponistin Tona von Hermann (1871–1969) und in Berlin.
Ab 1929 trat Riehl als Solistin unter anderem in Österreich, der Schweiz, Dänemark, Schweden und den Niederlanden in Erscheinung. An der Seite von Erika Rokyta und Herbert Alsen sang sie im April 1937 den Alt-Solo-Part in Ludwig van Beethovens Symphonie Nr. 9 op. 125 im Großen Saal des Wiener Konzerthauses. Auch in den Jahren bis 1944 scheint sie regelmäßig mit Auftritten im Wiener Konzerthaus auf. In den 1930er Jahren hatte sie, neben Auftritten im Wiener Konzerthaus, auch vermehrt Auftritte beim Wiener Musikverein und vereinzelt bei der RAVAG Wien. Die Homepage der Wiener Symphoniker verzeichnet mit Der siebenfache Strom, einem Oratorium für Soli, gemischten Chor, Sprecher, Sprechchöre, Orchester und Orgel op. 28 von Friedrich Reidinger, am 5. Oktober 1954 einen letzten großen Auftritt Riehls in Österreich.
Am 30. September 1992 starb Riehl im Alter von 91 Jahren in Katzelsdorf, in der Nähe ihrer Geburtsstadt. Ein Nachlass mit einer Alt-Repertoire-Sammlung, vor allem Lieder für Alt und Klavier, Korrespondenz, u. a. von Johann Nepomuk und Berta David, Konzertprogramme, Plakate, Zeitungskritiken und -artikel und Fotografien befindet sich im Verzeichnis der künstlerischen, wissenschaftlichen und kulturpolitischen Nachlässe in Österreich der Österreichischen Nationalbibliothek.